# Liste des monuments historiques protégés en 1900
Cet article recense les monuments historiques français classés en 1900.

## Protections
| Édifice                                                 | Commune                            | Département             | Région                     | Protection | Base Mérimée                         | Coordonnées                        | Image |
| ------------------------------------------------------- | ---------------------------------- | ----------------------- | -------------------------- | ---------- | ------------------------------------ | ---------------------------------- | ----- |
| Dolmen du Villard                                       | Le Lauzet-Ubaye                    | Alpes-de-Haute-Provence | Provence-Alpes-Côte d'Azur | classé     | « PA00080409 », notice no PA00080409 | 44° 25′ 58″ nord, 6° 25′ 10″ est   |       |
| Dolmen du Bois des Géantes 1                            | Bourg-Saint-Andéol                 | Ardèche                 | Auvergne-Rhône-Alpes       | classé     | « PA00116657 », notice no PA00116657 | 44° 22′ 59″ nord, 4° 36′ 50″ est   |       |
| Dolmen du Bois des Géantes 2                            | Bourg-Saint-Andéol                 | Ardèche                 | Auvergne-Rhône-Alpes       | classé     | « PA00116658 », notice no PA00116658 | 44° 22′ 59″ nord, 4° 36′ 50″ est   |       |
| Dolmen du Bois des Géantes 3                            | Bourg-Saint-Andéol                 | Ardèche                 | Auvergne-Rhône-Alpes       | classé     | « PA00116659 », notice no PA00116659 | 44° 22′ 59″ nord, 4° 36′ 50″ est   |       |
| Dolmen du Bois des Géantes 4                            | Bourg-Saint-Andéol                 | Ardèche                 | Auvergne-Rhône-Alpes       | classé     | « PA00116660 », notice no PA00116660 | 44° 22′ 59″ nord, 4° 36′ 50″ est   |       |
| Dolmen du Bois des Géantes 5                            | Bourg-Saint-Andéol                 | Ardèche                 | Auvergne-Rhône-Alpes       | classé     | « PA00116661 », notice no PA00116661 | 44° 22′ 59″ nord, 4° 36′ 50″ est   |       |
| Dolmen du Bois des Géantes 6                            | Bourg-Saint-Andéol                 | Ardèche                 | Auvergne-Rhône-Alpes       | classé     | « PA00116663 », notice no PA00116662 | 44° 22′ 59″ nord, 4° 36′ 50″ est   |       |
| Dolmen du Bois des Géantes 7                            | Bourg-Saint-Andéol                 | Ardèche                 | Auvergne-Rhône-Alpes       | classé     | « PA00116663 », notice no PA00116663 | 44° 22′ 59″ nord, 4° 36′ 50″ est   |       |
| Notre-Dame de Lamourguier                               | Narbonne                           | Aude                    | Occitanie                  | classé     | « PA00102802 », notice no PA00102802 | 43° 09′ 55″ nord, 3° 01′ 13″ est   |       |
| Puits à six seaux                                       | Bœrsch                             | Bas-Rhin                | Grand Est                  | classé     | « PA00084634 », notice no PA00084634 | 48° 27′ 59″ nord, 7° 22′ 30″ est   |       |
| Remparts de Bœrsch                                      | Bœrsch                             | Bas-Rhin                | Grand Est                  | classé     | « PA00084636 », notice no PA00084636 | 48° 27′ 59″ nord, 7° 22′ 30″ est   |       |
| Église Saint-Jacques-le-Majeur de Kuttolsheim           | Kuttolsheim                        | Bas-Rhin                | Grand Est                  | classé     | « PA00084766 », notice no PA00084766 | 48° 38′ 52″ nord, 7° 31′ 09″ est   |       |
| Halle aux blés d'Obernai                                | Obernai                            | Bas-Rhin                | Grand Est                  | classé     | « PA00084852 », notice no PA00084852 | 48° 27′ 34″ nord, 7° 28′ 48″ est   |       |
| Hôtel de ville d'Obernai                                | Obernai                            | Bas-Rhin                | Grand Est                  | classé     | « PA00084853 », notice no PA00084853 | 48° 27′ 34″ nord, 7° 28′ 48″ est   |       |
| Église Saints-Pierre-et-Paul d'Obernai                  | Obernai                            | Bas-Rhin                | Grand Est                  | classé     | « PA00084850 », notice no PA00084850 | 48° 27′ 34″ nord, 7° 28′ 48″ est   |       |
| Puits à six seaux (Obernai)                             | Obernai                            | Bas-Rhin                | Grand Est                  | classé     | « PA00084866 », notice no PA00084866 | 48° 27′ 34″ nord, 7° 28′ 48″ est   |       |
| Église Saint-Blaise de Sarrewerden                      | Sarrewerden                        | Bas-Rhin                | Grand Est                  | classé     | « PA00084945 », notice no PA00084945 | 48° 54′ 28″ nord, 7° 04′ 23″ est   |       |
| Église et cloître des Récollets de Saverne              | Saverne                            | Bas-Rhin                | Grand Est                  | classé     | « PA00084955 », notice no PA00084955 | 48° 44′ 25″ nord, 7° 20′ 31″ est   |       |
| Église Saint-Maurice de Willgottheim                    | Willgottheim                       | Bas-Rhin                | Grand Est                  | classé     | « PA00085236 », notice no PA00085236 | 48° 40′ 25″ nord, 7° 30′ 56″ est   |       |
| Hypogée du Castelet                                     | Fontvieille                        | Bouches-du-Rhône        | Provence-Alpes-Côte d'Azur | classé     | « PA00081265 », notice no PA00081265 | 43° 43′ 24″ nord, 4° 43′ 23″ est   |       |
| Dolmens des Pérottes                                    | Fontenille                         | Charente                | Nouvelle-Aquitaine         | classé     | « PA00104371 », notice no PA00104371 | 45° 54′ 46″ nord, 0° 10′ 29″ est   |       |
| Dolmen de la Madeleine (Lessac)                         | Lessac                             | Charente                | Nouvelle-Aquitaine         | classé     | « PA00104389 », notice no PA00104389 | 46° 04′ 12″ nord, 0° 38′ 57″ est   |       |
| Église Saint-Martin d'Agonac                            | Agonac                             | Dordogne                | Nouvelle-Aquitaine         | classé     | « PA00082313 », notice no PA00082313 | 45° 16′ 54″ nord, 0° 44′ 43″ est   |       |
| Église Saint-Germain de Rouffignac                      | Rouffignac-Saint-Cernin-de-Reilhac | Dordogne                | Nouvelle-Aquitaine         | classé     | « PA00082787 », notice no PA00082787 | 45° 03′ 04″ nord, 0° 57′ 59″ est   |       |
| Dolmen de Rugles                                        | Ambenay                            | Eure                    | Normandie                  | classé     | « PA00099299 », notice no PA00099299 | 48° 50′ 25″ nord, 0° 44′ 23″ est   |       |
| Grotte de Pair-non-Pair                                 | Prignac-et-Marcamps                | Gironde                 | Nouvelle-Aquitaine         | classé     | « PA00083683 », notice no PA00083683 | 45° 01′ 33″ nord, 0° 29′ 42″ ouest |       |
| Château des comtes de Montbéliard-Wurtemberg            | Riquewihr                          | Haut-Rhin               | Grand Est                  | classé     | « PA00085598 », notice no PA00085598 | 48° 10′ 44″ nord, 7° 16′ 21″ est   |       |
| Fortifications de Riquewihr                             | Riquewihr                          | Haut-Rhin               | Grand Est                  | classé     | « PA00085603 », notice no PA00085603 | 48° 10′ 44″ nord, 7° 16′ 21″ est   |       |
| Palais de l'Isle                                        | Annecy                             | Haute-Savoie            | Auvergne-Rhône-Alpes       | classé     | « PA00118359 », notice no PA00118359 | 45° 53′ 26″ nord, 6° 07′ 32″ est   |       |
| Borne milliaire de Limoges                              | Limoges                            | Haute-Vienne            | Nouvelle-Aquitaine         | classé     | « PA00100331 », notice no PA00100331 | 45° 51′ 15″ nord, 1° 14′ 56″ est   |       |
| Dolmen de Bize                                          | Bize                               | Hautes-Pyrénées         | Occitanie                  | classé     | « PA00095349 », notice no PA00095349 | 43° 02′ 07″ nord, 0° 27′ 44″ est   |       |
| Domaine national de Saint-Cloud                         | Saint-Cloud                        | Hauts-de-Seine          | Île-de-France              | classé     | « PA00088141 », notice no PA00088141 | 48° 50′ 34″ nord, 2° 12′ 31″ est   |       |
| Église Saint-Martin de Saint-Martin-de-Londres          | Saint-Martin-de-Londres            | Hérault                 | Occitanie                  | classé     | « PA00103701 », notice no PA00103701 | 43° 47′ 33″ nord, 3° 42′ 27″ est   |       |
| Dolmen de Coste-Rouge                                   | Soumont                            | Hérault                 | Occitanie                  | classé     | « PA00103733 », notice no PA00103733 | 43° 43′ 32″ nord, 3° 20′ 59″ est   |       |
| Menhirs de la Forêt de Haute-Sève                       | Saint-Aubin-du-Cormier             | Ille-et-Vilaine         | Bretagne                   | classé     | « PA00090764 », notice no PA00090764 | 48° 15′ 31″ nord, 1° 25′ 17″ ouest |       |
| Dolmen et cromlech de La Pierre                         | Moulins-sur-Céphons                | Indre                   | Centre-Val de Loire        | classé     | « PA00097404 », notice no PA00097404 | 47° 00′ 32″ nord, 1° 33′ 39″ est   |       |
| Dolmen de Coulmiers                                     | Epieds-en-Beauce                   | Loiret                  | Centre-Val de Loire        | classé     | « PA00098768 », notice no PA00098768 | 47° 57′ 46″ nord, 1° 36′ 14″ est   |       |
| Château de Durtal                                       | Durtal                             | Maine-et-Loire          | Pays de la Loire           | classé     | « PA00109090 », notice no PA00109090 | 47° 40′ 41″ nord, 0° 15′ 17″ ouest |       |
| Dolmen de la Madeleine                                  | Carnac                             | Morbihan                | Bretagne                   | classé     | « PA00091092 », notice no PA00091092 | 47° 36′ 30″ nord, 3° 04′ 11″ ouest |       |
| Tumulus de Crucuny                                      | Carnac                             | Morbihan                | Bretagne                   | classé     | « PA00091137 », notice no PA00091137 | 47° 36′ 30″ nord, 3° 04′ 11″ ouest |       |
| Tumulus du Manio, Quadrilatère du Manio, Géant du Manio | Carnac                             | Morbihan                | Bretagne                   | classé     | « PA00091138 », notice no PA00091138 | 47° 36′ 30″ nord, 3° 04′ 11″ ouest |       |
| Tumulus-dolmen du Rocher                                | Plougoumelen                       | Morbihan                | Bretagne                   | classé     | « PA00091516 », notice no PA00091516 | 47° 39′ 39″ nord, 2° 53′ 52″ ouest |       |
| Hôtel de Rohan                                          | 3e arrondissement de Paris         | Paris                   | Île-de-France              | classé     | « PA00086155 », notice no PA00086155 | 48° 51′ 47″ nord, 2° 21′ 34″ est   |       |
| Hôtel de Crillon                                        | 8e arrondissement de Paris         | Paris                   | Île-de-France              | classé     | « PA00088825 », notice no PA00088825 | 48° 52′ 21″ nord, 2° 18′ 45″ est   |       |
| Hôtel Cartier                                           | 8e arrondissement de Paris         | Paris                   | Île-de-France              | classé     | « PA00088822 », notice no PA00088822 | 48° 52′ 21″ nord, 2° 18′ 45″ est   |       |
| Aqueduc du Gier                                         | Chaponost                          | Rhône                   | Auvergne-Rhône-Alpes       | classé     | « PA00117731 », notice no PA00117731 | 45° 42′ 32″ nord, 4° 44′ 44″ est   |       |
| Église Notre-Dame-de-l'Assomption de Gourdon            | Gourdon                            | Saône-et-Loire          | Bourgogne-Franche-Comté    | classé     | « PA00113294 », notice no PA00113294 | 46° 38′ 25″ nord, 4° 26′ 32″ est   |       |
| Église Saint-Laurent du Bourget-du-Lac                  | Le Bourget-du-Lac                  | Savoie                  | Auvergne-Rhône-Alpes       | classé     | « PA00118217 », notice no PA00118217 | 45° 38′ 39″ nord, 5° 50′ 46″ est   |       |
| Château des ducs de Savoie                              | Chambéry                           | Savoie                  | Auvergne-Rhône-Alpes       | classé     | « PA00118227 », notice no PA00118227 | 45° 34′ 59″ nord, 5° 54′ 33″ est   |       |
| Hôtel-Dieu                                              | Chambéry                           | Savoie                  | Auvergne-Rhône-Alpes       | classé     | « PA00118235 », notice no PA00118235 | 45° 34′ 59″ nord, 5° 54′ 33″ est   |       |
| Église Saint-Pierre de Lémenc                           | Chambéry                           | Savoie                  | Auvergne-Rhône-Alpes       | classé     | « PA00118230 », notice no PA00118230 | 45° 34′ 59″ nord, 5° 54′ 33″ est   |       |
| Tour du Châtel                                          | Le Châtel                          | Savoie                  | Auvergne-Rhône-Alpes       | classé     | « PA00118249 », notice no PA00118249 | 45° 19′ 26″ nord, 6° 22′ 47″ est   |       |
| Pierre Plantée (Dormelles)                              | Dormelles                          | Seine-Maritime          | Île-de-France              | classé     | « PA00086935 », notice no PA00086935 | 48° 18′ 48″ nord, 2° 53′ 21″ est   |       |
| Halle de Caylus                                         | Caylus                             | Tarn-et-Garonne         | Occitanie                  | classé     | « PA00095735 », notice no PA00095735 | 44° 14′ 31″ nord, 1° 45′ 13″ est   |       |
| Pierre Turquaise                                        | Saint-Martin-du-Tertre             | Val-de-Marne            | Île-de-France              | classé     | « PA00080198 », notice no PA00080198 | 49° 06′ 14″ nord, 2° 20′ 04″ est   |       |
| Vieux-Château (L'Île-d'Yeu)                             | L'Ile-d'Yeu                        | Vendée                  | Pays de la Loire           | classé     | « PA00110140 », notice no PA00110140 | 46° 42′ 34″ nord, 2° 20′ 50″ ouest |       |
| Pierre-levée de Mavaux                                  | Neuville-de-Poitou                 | Vienne                  | Nouvelle-Aquitaine         | classé     | « PA00105565 », notice no PA00105565 | 46° 40′ 56″ nord, 0° 15′ 17″ est   |       |
| Hôtel de ville de Rambervillers                         | Rambervillers                      | Vosges                  | Grand Est                  | classé     | « PA00107231 », notice no PA00107231 | 48° 20′ 45″ nord, 6° 37′ 52″ est   |       |